# El Chavo del 8
El Chavo del 8 es una serie de televisión de comedia situacional mexicana creada y protagonizada por Roberto Gómez Bolaños, y producida por Televisión Independiente de México (más tarde, Televisa). Anteriormente, esta serie era un sketch que formaba parte del programa Chespirito, transmitido por Canal 8, que inició en el año 1971 y terminó en 1973. Comenzó a transmitirse como serie independiente el 26 de febrero de 1973 por Canal 2, y finalizó sus transmisiones el 7 de enero de 1980.
El programa trata sobre las vivencias de un grupo de personas que habitan una vecindad mexicana donde su protagonista, el Chavo, lleva a cabo travesuras junto con sus amigos que ocasionan malentendidos y discusiones entre los mismos vecinos, por lo general de tono cómico. El guion surgió de un sketch escrito por Gómez Bolaños en donde un niño pobre de ocho años discute con un vendedor de globos en un parque, dicho sketch se emitió por primera vez el 20 de junio de 1971. Se le prestó una mayor importancia al desarrollo de los personajes, a los cuales se les asignó una personalidad distintiva. Desde un comienzo, su creador contempló que El Chavo estaría dirigido al público adulto, no al infantil, aun cuando se tratara de adultos interpretando a niños. El elenco principal estuvo integrado por Gómez Bolaños, Ramón Valdés, Carlos Villagrán, María Antonieta de las Nieves, Florinda Meza, Rubén Aguirre, Angelines Fernández y Édgar Vivar, que interpretaron al Chavo, Don Ramón, Quico, la Chilindrina, Doña Florinda, el profesor Jirafales, Doña Clotilde y el señor Barriga, respectivamente. La dirección y producción de la serie recayeron en Enrique Segoviano y en Carmen Ochoa.
El éxito de El Chavo del 8 fue tal que, para 1973, era transmitido en varios países de Hispanoamérica y tenía altos índices de audiencia televisiva. Se estimó que en 1975 el programa era visto por más de 350 millones de televidentes cada semana. Dada la popularidad, el reparto realizó una gira internacional que abarcó varios de los países en los que se transmitía el programa en ese entonces, en una serie de presentaciones donde bailaban y actuaban en vivo frente a un público. En 1978, Villagrán dejó el programa de forma definitiva debido a conflictos con Gómez Bolaños respecto a la autoría del personaje de Quico, y al año siguiente hizo lo mismo Valdés debido a motivos personales. A pesar de ello, este último se reincorporó al programa tiempo después. La última emisión de El Chavo del 8 como programa independiente se dio el 7 de enero de 1980, aunque continuó como parte de Chespirito hasta el 12 de junio de 1992. Gómez Bolaños consideró que el impacto de la serie en otros países se debía al éxito previo de El Chapulín Colorado.
En cuanto a la crítica, obtuvo una recepción mayormente negativa en sus primeras emisiones, ya que su contenido era calificado como «vulgar», «bobo e insulso», «enajenante» y «no recomendable». Uno de los temas que más críticas negativas ha generado es la violencia explícita a través de los golpes e insultos entre algunos de los personajes. No obstante, otros medios aseguraron que un aspecto positivo de El Chavo es el uso de «situaciones universales» con las que la audiencia puede identificarse fácilmente, sin importar la edad o nacionalidad del espectador.
A pesar de su conclusión en 1992, la serie ha sido retransmitida de forma ininterrumpida en varios países desde entonces. Hasta 2011, se tenía noción de veinte países que aún la emitían como parte de su programación habitual. En 2006 debutó El Chavo animado, un programa de animación basado en El Chavo del 8 y producido también por Televisa. Su éxito, equiparable al del formato original, ha permitido que la franquicia se haya expandido en cuanto a mercadotecnia y productos comerciales. Televisa la considera como una de las marcas más exitosas de su propiedad. Entre algunos productos derivados del programa se incluyen el libro El diario del Chavo del 8 (escrito por Gómez Bolaños y publicado en 1995), el musical El Chavo animado: show en vivo (estrenado en 2010), un videojuego para Wii lanzado en 2012, así como aplicaciones para Facebook y dispositivos móviles de Apple. En cuanto a la cultura popular, El Chavo del 8 ha perdurado como uno de los programas de entretenimiento más reconocidos y exitosos de la televisión hispanohablante.

## Argumento

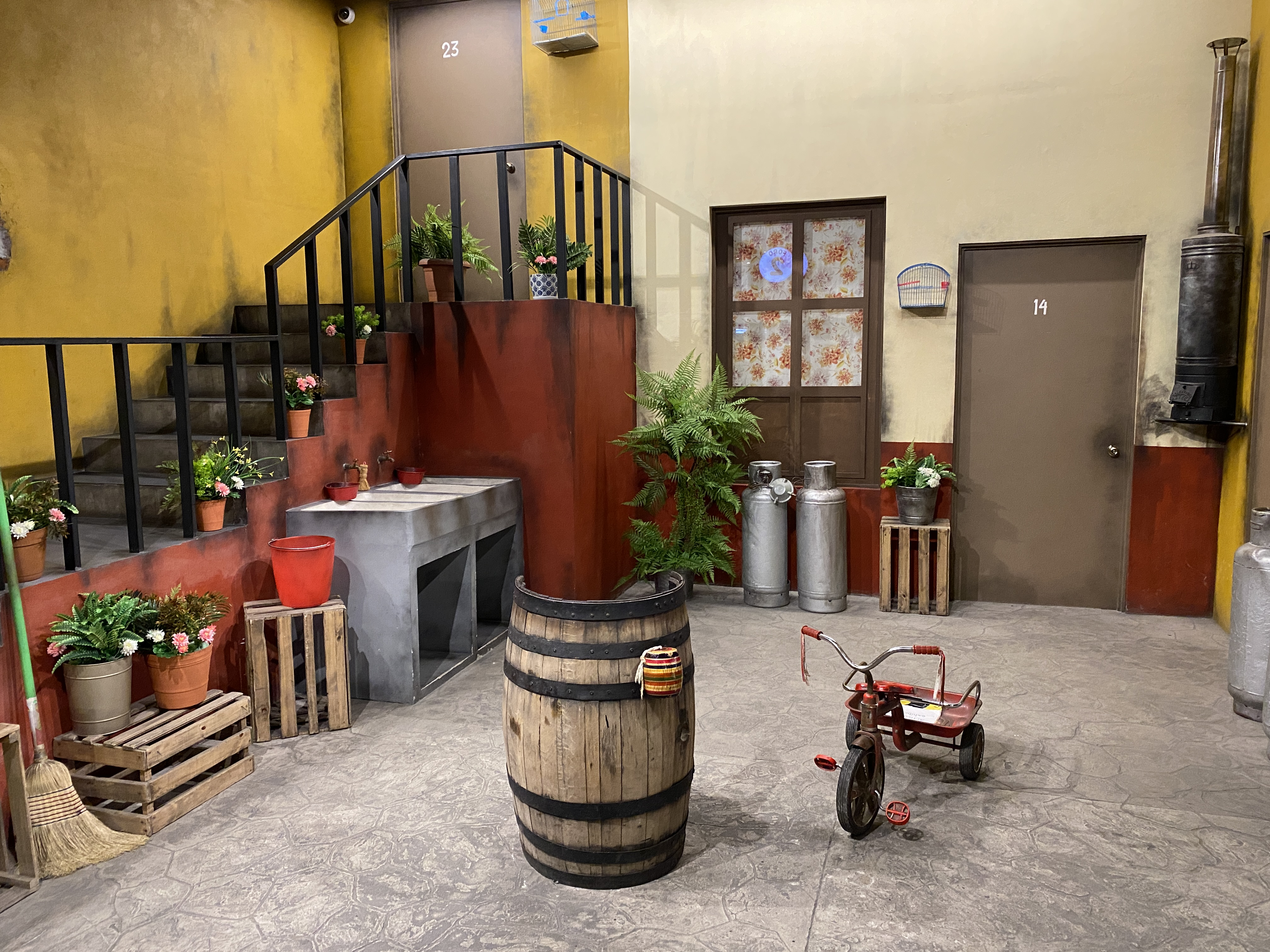
Recreación del set de la serie en el restaurante temático Chanfle y Recontrachanfle, ubicado en el Estado de México.

El Chavo del 8 aborda las interacciones de un grupo de personas que habitan una vecindad. El protagonista, el Chavo, es un niño huérfano que suele meterse en problemas con los demás habitantes, entre ellos Don Ramón, Doña Clotilde y Doña Florinda, debido a malentendidos, a distracciones o a sus travesuras. Ahí convive también con sus amigos Quico y la Chilindrina. Con frecuencia se lo encuentra en un barril de madera que se ubica en el patio de la vecindad (al que se acostumbra meter, casi siempre, después de que Don Ramón lo golpea en la cabeza).
Cada capítulo hace uso de bromas, slapstick, ironía, cómicos de repetición y situaciones graciosas en las que el elenco se involucra. También se incluye el uso de risas grabadas para dar énfasis en las escenas cómicas. La trama transcurre en su gran mayoría en el patio de una vecindad, donde se aprecia un barril y un lavadero. En dicha vecindad habitan la mayoría de los personajes principales, excepto el señor Barriga, su hijo Ñoño, Godínez, el profesor Jirafales y Popis. Se observa también, a primera instancia, el departamento 14 donde residen Quico y Doña Florinda, y justo a su derecha se encuentra la habitación 71, hogar de Doña Clotilde, y el departamento 72, donde viven Don Ramón y su hija la Chilindrina. Si bien existen unas escaleras que conducen al departamento 23, el interior de este nunca se muestra en ninguno de los capítulos. Hay también en la vecindad una fuente, a la cual se llega al atravesar un pasillo ubicado entre los apartamentos 71 y 72.
Hay segmentos que ocurren en otros lugares ajenos a la vecindad, tal es el caso de un reducido predio donde, en uno de los episodios, los personajes aprenden a jugar fútbol americano con Jirafales y Don Ramón, y en Acapulco, al cual acuden a pasar unas vacaciones. Existe igualmente una escuela, a la que asisten los niños de la vecindad y donde imparte clases Jirafales. No obstante, en la serie sólo se ve un aula y no todo el edificio como tal. En otros capítulos aparecen el restaurante de Doña Florinda, una peluquería en donde en una ocasión trabaja Don Ramón y la banqueta donde se ubica la entrada a la vecindad (donde los niños deciden establecer un puesto de aguas frescas en alguna ocasión, o donde Don Ramón instala un puesto provisional para vender churros en algún instante).

## Reparto

### Protagonistas
- Roberto Gómez Bolaños como el Chavo: es el protagonista que da nombre a la serie; un niño de ocho años de edad que llega a la vecindad después de escaparse de un orfanato, una vez que su mamá lo abandonó.[16] Si bien acostumbra meterse en el interior de un barril situado casi en la entrada de la vecindad, vive en el departamento 8.[17] En ninguno de los capítulos se menciona su nombre verdadero. Uno de sus rasgos característicos es la «garrotera», en donde su cuerpo se encorva y mantiene paralizado ante situaciones de miedo.[18]

- Carlos Villagrán como Quico: es un niño de nueve años de edad,[19] cuyo nombre verdadero es Federico. En uno de los capítulos se menciona que su padre era marinero, por lo que él acostumbra vestir siempre una indumentaria reminiscente a él.[20] Vive en el departamento 14 junto con su madre Doña Florinda. Es generalmente presumido y envidioso al mismo tiempo, por lo que suele tener conflictos con los demás niños de la vecindad.

- María Antonieta de las Nieves como la Chilindrina: es la hija de Don Ramón, una niña «traviesa, pecosa e inteligente» de 8 años, y amiga del Chavo y de Quico. Está enamorada del primero, por lo que rivaliza con Paty, interés romántico del Chavo en uno de los episodios.[21]

- Ramón Valdés como Don Ramón: vive en el apartamento 72 de la vecindad, junto con su hija la Chilindrina. Está desempleado y posee una deuda de catorce meses de renta con el señor Barriga, así que intenta evadirlo cada vez que lo ve llegar a la vecindad.

- Florinda Meza como Doña Florinda: es la madre de Quico, una mujer «soberbia, engreída y altanera» que suele menospreciar a sus vecinos por cuestiones económicas, refiriéndose a estos como «chusma».[21] Está enamorada del profesor Jirafales.

- Rubén Aguirre como el Profesor Jirafales: es el maestro de la escuela primaria a la que asisten los niños de la vecindad. Tiene una relación romántica con Doña Florinda. Una de sus expresiones más características es «¡Ta, ta, ta, taaaa, tá!» al enfadarse. Su larga estatura suele ser motivo de chistes y burlas entre el Chavo y sus amigos.

- Édgar Vivar como el Señor Barriga: es el dueño de la vecindad a la que acude a cobrar la renta de los inquilinos. En la mayoría de los capítulos, el Chavo acostumbra a «recibirlo con un golpe». Debido a su obesidad, es objeto constante de burlas por parte de los demás.

- Angelines Fernández como Doña Clotilde: es una señora soltera que habita en el departamento 71, a la que los niños de la vecindad le suelen decir «la bruja del 71», debido a su excéntrico comportamiento (por ejemplo, tener un perro llamado Satanás, o realizar una sesión espiritista en uno de los capítulos).[21] Está enamorada de Don Ramón.

### Otros personajes
Además de los anteriores, existen otros personajes recurrentes en El Chavo del 8, en su mayoría interpretados por los mismos actores del reparto principal. Entre ellos figuran Ñoño (interpretado por Édgar Vivar), hijo del Señor Barriga, que suele ir a la vecindad para jugar con el Chavo, Quico y la Chilindrina, y que destacaba por su «inteligencia sobresaliente al resto del salón del Señor Jirafales»; la Popis (por Florinda Meza), es la sobrina de Doña Florinda, una niña que siempre va acompañada de una muñeca a la que llama Serafina, y que es gangosa; el Doctor Chapatín y el Chapulín Colorado, ambos interpretados por Roberto Gómez Bolaños; así como Doña Nieves, la bisabuela de la Chilindrina, interpretada por María Antonieta de las Nieves.
Tras la salida de Valdés en 1981, Raúl «Chato» Padilla se incorporó al programa en el rol de Jaimito el Cartero en 1982, un anciano que se encarga de entregar el correo en la vecindad (para más información, véase la sección Conflicto con Villagrán y muerte de Valdés). Horacio Gómez Bolaños, hermano de Chespirito, se encargó de interpretar a Godínez, un niño al que se le ve solamente en la escuela y que suele ignorar la respuesta de la mayoría de las preguntas que el profesor Jirafales le hace en las clases. Otros personajes incidentales incluyen a Gloria, vecina ocasional de la vecindad (interpretada por Maribel Fernández, Regina Torné, Olivia Leyva y Maricarmen Vela); Paty, sobrina de Gloria (interpretada por Patty Juárez, Rosita Bouchot, Ana Lilian de la Macorra, Paty Strevel y Verónica Fernández); Don Román, primo de Don Ramón (interpretado por Germán Robles); Malicha, ahijada de Don Ramón (interpretada por María Luisa Alcalá); y el señor Calvillo (interpretado por Ricardo de Pascual).

## Historia

### Antecedentes
Tras colaborar en el programa Cómicos y canciones como escritor y actor ocasional, el mexicano Roberto Gómez Bolaños, más conocido por el apodo de Chespirito, debutó en el canal 8 (XEQTV) de la cadena Televisión Independiente de México con la serie El ciudadano Gómez, donde actuaba junto con Rubén Aguirre (que anteriormente participaba en El club del Chori). Si bien este se transmitió en 1968, Bernardo Garza Sada, propietario de canal 8, decidió posponer indefinidamente su emisión con tal de «tenerla preparada para una futura competencia con canal 2 (XEW-TV) de la cadena rival Telesistema Mexicano». El ciudadano Gómez reanudó sus emisiones en 1970.
En este lapso, el productor Sergio Peña, también del mismo canal, invitó a Gómez Bolaños al programa Sábados de la fortuna, que duraba ocho horas y que contenía segmentos de diversas temáticas, tales como actos de magia, concursos y bailes. Su labor ahí consistió en escribir nuevos sketches cómicos, de media hora de duración. Gran parte de estos segmentos eran conocidos por el propio creador como «chespirotadas», en alusión a su apodo. Uno de estos se tituló La mesa cuadrada, que más tarde adoptaría el nombre de Los supergenios de la mesa cuadrada. Ahí actuaban Ramón Valdés como el Ingeniebrio Ramón Valdés Tirado Alanís, Rubén Aguirre como el profesor Jirafales, Gómez Bolaños como el doctor Chapatín y María Antonieta de las Nieves como la presentadora. Gómez Bolaños había observado la actuación de Valdés en el filme El cuerpazo del delito (1968), donde ambos compartían créditos como parte del reparto, mientras que De las Nieves había ingresado a Los supergenios tras sustituir a Bárbara Ramson. Previamente, había prestado su voz para el doblaje en español de algunos personajes como Eddie Munster, de The Munsters, y Wednesday Addams, de The Addams Family.
Mientras que El ciudadano Gómez funcionaba como parodia a la política mexicana, Los supergenios consistía en una parodia de los programas informativos, en el que tres personajes respondían a preguntas leídas por De las Nieves, mismas que eran enviadas por el público (en realidad, eran parte del libreto) y que abordaban temas populares de ese entonces. Dado el éxito de Los supergenios, los productores de la cadena aceptaron extenderlo como programa independiente, que se transmitió por dos meses en 1970.
A pesar del éxito de Los supergenios, su creador decidió cancelarlo. En su libro biográfico, Sin querer queriendo (2006), el también comediante reveló:

Había un motivo poderoso: la constitución misma del sketch [Los supergenios de la mesa cuadrada] exigía que muchos chistes fueran adecuados al momento, de modo que había funcionado muy bien en un programa como Sábados de la fortuna, que se presentaba en vivo, pues esto permitía la mención de personas y acontecimientos actuales, pero perdía tal característica cuando el producto se almacenaba durante dos o tres semanas para constituir la reserva necesaria de capítulos.

Los supergenios dio origen a Chespirito, un nuevo programa conformado por varios segmentos cómicos, entre ellos El Chapulín Colorado, Los Caquitos y Los Chifladitos. En este último, Gómez Bolaños participaba en el rol estelar junto con Aguirre. Debido a que el propio Aguirre firmó un contrato temporal con Canal 2, el primero tuvo que idear un nuevo sketch que fungiera como reemplazo de Los Chifladitos. Este pasaría a denominarse El Chavo.

### Guion y personajes
Sobre la base de otro sketch previo, Gómez Bolaños elaboró el esbozo de El Chavo con una trama atemporal (es decir, sin seguir una cronología con alguna otra historia) en donde un niño pobre, de 8 años de edad, discutía con un vendedor de globos en un parque. Él interpretaría al niño, y el otro personaje recaería en Valdés. «Cuando [Gómez Bolaños] ve la aceptación y descubre que tiene elementos de comedia muy atractivos, vuelve a escribirlo, pero ya con más forma [...] la clave fue meterlos [a los personajes] en una vecindad donde hubo un potencial más grande y poco a poco lo armó [el concepto central del programa]», según recordó su hijo Roberto Gómez Fernández.
Los siguientes capítulos surgieron de manera similar, mientras usaba historias que no habían sido consideradas anteriormente. No obstante, quiso apartarse de los personajes de niños interpretados hasta ese entonces: «El reto no era sencillo [...] Porque todos (o al menos casi todos) han sido variantes diversas del clásico Pepito, cuya gracia radica precisamente en que es un niño, pero que actúa con la picardía propia del adulto», de acuerdo al propio escritor en su libro biográfico. En su percepción, el personaje debía ser uno «inocente e ingenuo». El contenido de El Chavo estaría dirigido «al público adulto, no al infantil». Su hija Marcela Gómez Fernández reveló que varios de los gestos y ademanes del protagonista provenían de ella y de sus hermanos cuando eran pequeños. En opinión de Roberto Gómez Fernández: «Mi padre trató de encontrar valores universales infantiles, con personajes que pudieran tener grandes contradicciones, elementos opuestos, así surge la comedia [...] y eso lo sabía perfectamente». Cabe añadirse que el personaje es también conocido como el Chavo del 8 debido a que la serie era transmitida en sus inicios por el canal 8; Gómez Bolaños reveló luego que era conocido así porque vivía en el departamento nro. 8 de la vecindad, y no en el barril donde solía meterse comúnmente.
Para el personaje de Don Ramón, pensó en un individuo «holgazán, inculto, comodino [...] pero poseedor de esa gracia natural que identifica al pícaro». En cuanto a la Chilindrina, su apariencia física sería similar a la del Chavo al tener varias pecas en su rostro, pero en su personalidad debía figurar como «más traviesa e inteligente que él». Para dar esa impresión, optó por definirla como una niña sin dientes y que usara anteojos. Inclusive, le dio un sentido de liderazgo sobre los demás niños de la vecindad. Su nombre proviene de un pan típico mexicano que posee semillas de ajonjolí, reminiscente de las varias pecas que tiene el personaje. Doña Florinda era el estereotipo de una «mujer de edad y que cuida poco de su arreglo personal» y su sobrina, la Popis, sería más bien «bobalicona». El término «Doña» se debía a la connotación de un buen nivel social, según el escritor. El personaje de Quico, a su vez, funcionaría como contraparte de las cualidades del protagonista: «caprichoso, testarudo, consentido y envidioso». Su nombre era originalmente «Federico», para enfatizar la última sílaba del mismo («rico»), sobre la base de una de sus características en la serie. Sin embargo, se le conoció mejor por el apodo de Quico. Gómez Bolaños lo relacionó luego como el hijo de Doña Florinda; sobre su vestimenta de marinero, en uno de los capítulos se menciona que su padre era marino y había muerto cuando su barco se hundió. Esa es la causa de su indumentaria habitual. En una entrevista, Villagrán dijo que Enrique Segoviano había propuesto varias de las frases y movimientos característicos de su personaje, incluyendo el llanto.
Hay que recordar que el personaje del profesor Jirafales, junto con el irregular doctor Chapatín, ya aparecía con la mayoría de sus rasgos en Los supergenios, y no se modificó mucho al respecto. Si acaso una diferencia era que en Los supergenios, Jirafales no era un profesor de escuela, sino «un sujeto intelectual y educado que resolvía las dudas de sus compañeros». Para El Chavo, adoptó el rol de maestro de primaria y enamorado de Doña Florinda. Aguirre sugirió utilizar la expresión «¡Ta, ta, ta, taaaaa, tá!», al recordar que uno de sus profesores, Celayo Rodríguez, solía decir una frase similar al enojarse. Se planteó adicionalmente que el señor Barriga fuera el dueño de la vecindad, al que molestan los niños cada vez que llega a cobrar la renta de los inquilinos, y su versión infantil recayó en su hijo Ñoño. Al principio no tenía apellido; este se usó en referencia a la apariencia física del actor. La bruja del 71, o Doña Clotilde, se había concebido como una «quisquillosa solterona», y finalmente el rol de Godínez era «el que menos estudiaba» de todos los niños.

### Primeras emisiones y popularidad
Surgido inicialmente como segmento de Chespirito, El Chavo del Ocho obtuvo su propia serie de media hora de duración y consistente en un capítulo por semana, transmitido en «horario estelar». Ante esto, Gómez Bolaños adquirió escenografía y demás utilería para recrear la vecindad donde habitan los personajes del sketch, y comenzó las audiciones para contratar a otros actores. Además de Aguirre, De las Nieves y Valdés, que ya colaboraban con Gómez Bolaños desde años anteriores, se contrató a Florinda Meza, que participaba en la serie de comedia La media naranja. Por medio de Aguirre, conoció a Carlos Villagrán, quien actuaba en un programa conducido por el primero. Particularmente, se lo contrató una vez que Gómez Bolaños observó un sketch donde interpretaba al muñeco de un ventrílocuo; su nombre era Pirolo, y desde ahí Villagrán ya «inflaba sus cachetes» para proporcionarle más comedia a su actuación. Gómez Bolaños comparó su estilo con el del francés Henri Bergson y su filosofía de «la humanización de lo mecánico y la mecanización de lo humano». Villagrán aportó también el característico llanto de Quico, heredado del personaje de una anciana llamada Lola Mento, en el programa El club del Chori. Nacho Brambila, amigo de Gómez Bolaños, le recomendó al médico Édgar Vivar para El Chavo. El propio actor dijo que su incorporación había sido «algo totalmente no planeado, me gustaba ver teatro y cine, pero nunca pensé estar en este proyecto». Por otra parte, la española Angelines Fernández ya era conocida por sus actuaciones en el cine español. Otros actores que llegaron a participar ocasionalmente en el programa fueron Ofelia Guilmain, Germán Robles, Héctor Bonilla, Rogelio Guerra, entre otros.
El primer capítulo de la serie El Chavo del Ocho se transmitió el 20 de junio de 1971. El sketch más antiguo del que se tiene noción es «El ropavejero», grabado en 1971. Aquí aparecen solamente Valdés, De las Nieves y Gómez Bolaños en sus correspondientes personajes. No fue sino hasta el capítulo «La fiesta de la buena vecindad» que aparecieron algunos de los personajes principales restantes. Además, en «Los muebles de don Ramón», el personaje del Sr. Barriga aún no tenía ese apellido, por lo que se refieren a él como «el señor». Este capítulo se regrabó en 1972. Apenas dos años después de su aparición, El Chavo del Ocho ya se transmitía en varios países de Hispanoamérica y contaba con altos índices de audiencia televisiva.
En 1972, era el programa más exitoso del canal 8, por lo que, al año siguiente, el empresario Emilio Azcárraga Milmo invitó a Gómez Bolaños para que El Chavo y sus demás programas, transmitidos en el canal 8, se incorporaran al canal 2. Asimismo, le garantizó un mejor salario del que ganaba en ese entonces. El comediante no aceptó la propuesta, aduciendo que tenía un contrato firmado en canal 8 que debía cumplir. En 1973 Telesistema Mexicano (canal 2) y Televisión Independiente de México (canal 8) se fusionaron para dar lugar a Televisa, entonces el programa comenzó a transmitirse en el canal 2.
En 1973, el canal 13 (XHDF-TV) contrató a De las Nieves como presentadora del programa Pampa Pipiltzin. Su ausencia de El Chavo fue explicada por Don Ramón en uno de los capítulos, donde reveló que «se había ido a estudiar a Guanajuato, bajo el amparo de unas tías». A manera de solución debido a su salida, se incorporó a la Popis, personaje que sería interpretado por Meza. Más de un año después, De las Nieves se reincorporó al reparto de la vecindad.
De acuerdo al periódico Excélsior, en 1975 la serie era vista por más de 350 millones de televidentes cada semana, y obtuvo hasta 55 y 60 puntos de cuota de pantalla. El reparto principal comenzó a realizar giras por otros países a partir de 1977, en las que actuaban y bailaban frente a una audiencia. Visitaron varios sitios como el Estadio Nacional de Chile en doble función en un solo día, en las que llenaron el recinto con capacidad para 80 000 personas, y en el Anfiteatro de la Quinta Vergara, el Poliedro de Caracas, en Venezuela, el auditorio Luna Park, en Buenos Aires, Argentina (donde estuvieron por una semana), y otros escenarios del mismo país como los estadios Malvinas Argentinas, Jorge Luis Hirschi y Mario Alberto Kempes, el Coliseo Amauta, en Perú, en el estadio Ramón Tahuichi Aguilera en Santa Cruz, Bolivia, en Panamá (en un evento al que asistieron también varios políticos, entre ellos el entonces presidente Demetrio Lacas), así como San Juan, Ponce y Mayagüez en Puerto Rico, el Madison Square Garden en Estados Unidos, San Pedro Sula, Honduras, Guatemala, El Salvador, Nicaragua, Costa Rica, Ecuador, Uruguay, Paraguay y la Casa de Gobierno de Colombia.

### Conflicto con Villagrán y muerte de Valdés
En 1978, Villagrán dejó el elenco del programa para comenzar su propio espectáculo con el personaje de Quico, para lo cual le solicitó autorización a Gómez Bolaños, quien accedió. Sin embargo, tiempo después el primero consideró que el personaje era de su autoría y demandó a Gómez Bolaños. El resultado fue favorecedor para Chespirito. Más tarde, Villagrán dijo que su salida del elenco se debió a problemas de «celos y envidia» entre su personaje y el del Chavo. De acuerdo a Vivar, este último solía escribir los mejores chistes de la serie para Quico, pues sabía de su popularidad en la audiencia. A pesar del conflicto con el creador de la serie, Villagrán grabó sus últimos capítulos con sus compañeros en 1978, con una aparente normalidad. Una vez que abandonó El Chavo del 8, Villagrán quiso usar el personaje para otro programa de Televisa, a lo cual se rehusó Gómez Bolaños ya que aquel no quería reconocer su autoría. Debido a esto, Azcárraga Milmo optó por cancelar el proyecto independiente de Quico. No obstante, el actor siguió usando el personaje en Venezuela en 1981.
En esa época, los productores Valentín Pimstein y Fabián Arnaud le pidieron a Gómez Bolaños escribir el guion para una adaptación cinematográfica de El Chapulín Colorado o de El Chavo del 8. Este no quiso pues consideró que, en el caso de El Chavo, su historia se desarrollaba únicamente en la vecindad, y le resultaría además difícil redactar una trama inédita que no fuera redundante con lo mostrado en la serie hasta entonces. En su lugar, se involucraron en la producción de El Chanfle, que contó con el mismo reparto de El Chavo del 8.
Poco después, en 1979, Valdés abandonó El Chavo «debido a motivos personales». Tras esto, se contrató a Raúl «Chato» Padilla para integrarse al reparto de El Chavo en 1980, aunque Gómez Bolaños no quería sustituir a Don Ramón. En su lugar, incorporó el personaje de Jaimito el Cartero, que de una u otra forma se convirtió en un reemplazo de Don Ramón. En 1981 Valdés se reincorporó al programa aunque al año siguiente volvió a dejarlo para protagonizar la serie Federrico con Villagrán. Seis años después, en 1988, trabajó nuevamente con él en ¡Ah qué Kiko!. Sin embargo, su estado de salud era delicado, pues le había sido detectado cáncer de estómago. Finalmente Valdés murió el 9 de agosto de ese año.

### Últimos episodios y conflicto con De las Nieves
Debido a las salidas de Villagrán y Valdés, Gómez Bolaños decidió regrabar varios de los capítulos anteriores pero con ligeros cambios en la historia y en los diálogos. El último capítulo de media hora de El Chavo del 8 como serie se emitió el 7 de enero de 1980 (algunas fuentes como Chespirito.org, entre otras, consideran a «La lavadora» el episodio final), mientras que el sketch final apareció más de una década después, el 12 de junio de 1992, como parte nuevamente de Chespirito (que se volvió a producir inmediatamente después del término de El Chavo del Ocho). En total se transmitieron 290 capítulos. Gómez Bolaños declaró en una entrevista:

Dejé de hacerlo, precisamente por eso, porque el peor error que uno puede cometer es dejar de evolucionar. El ser humano es un producto de la evolución y tiene que ir cambiando.

Para cuando la serie finalizó, Gómez Bolaños tenía 63 años. Asimismo, Vivar tuvo que abandonar la producción ese mismo año debido a problemas cardiovasculares. En 2008 Chespirito confesó que tenía pensado finalizar la serie con un capítulo en donde el Chavo moría tras ser atropellado por un automóvil. Sin embargo, desistió de ello por recomendación de una de sus hijas.
Entre 2002 y 2005 se llevó a cabo un proceso legal por parte de Gómez Bolaños para prohibir a De las Nieves utilizar el nombre de la Chilindrina; el proceso finalizó en buenos términos, pero en 2006 la Chilindrina fue excluida de la serie animada. En 2010 el escritor volvió a demandar a De las Nieves por supuesto uso indebido del personaje. Con respecto a posibles reencuentros de los protagonistas a manera de conmemoración de la serie, el comediante rechazó la idea. En sus palabras: «Los personajes existen y viven en la imaginación y en lo que vieron y ahí quedó». Chespirito y Aguirre fallecieron en 2014 y 2016, respectivamente.

## Temporadas
| Temporada | Episodios | Primera emisión       | Última emisión          |
| --------- | --------- | --------------------- | ----------------------- |
| 1         | 39        | 26 de febrero de 1973 | 31 de diciembre de 1973 |
| 2         | 42        | 7 de enero de 1974    | 28 de octubre de 1974   |
| 3         | 40        | 13 de enero de 1975   | 10 de noviembre de 1975 |
| 4         | 45        | 5 de enero de 1976    | 27 de diciembre de 1976 |
| 5         | 40        | 6 de enero de 1977    | 26 de diciembre de 1977 |
| 6         | 39        | 27 de marzo de 1978   | 11 de diciembre de 1978 |
| 7         | 50        | 29 de enero de 1979   | 7 de enero de 1980      |

## Producción
La dirección y producción de la serie recayeron en Enrique Segoviano, que previamente había colaborado con Gómez Bolaños en Chespirito; y en Carmen Ochoa. En algunos episodios, el propio Gómez Bolaños aparece enlistado en los créditos finales como director escénico, junto con Segoviano. Mary Cabañas, Tere de la Cueva, Ersilia Anderlini y Norma Gutiérrez eran las asistentes de Ochoa y del equipo de producción, y Luis Felipe Macías fungía como el jefe de producción, Saltiel Peláez era el responsable del foro donde se grababan los episodios, mientras que Gabriel Vázquez era el director de cámaras. A su vez, se tenía hasta tres camarógrafos para grabar uno solo de los capítulos. Entre ellos se incluyen Andrés H. Salinas, José M. Carrillo, Jaime Sánchez y Armando Soto. La escenografía era responsabilidad de Julio Lattuf (en episodios de 1976 y 1977), de Gabriel Bernal (en 1977 y 1978) y de Alicia Cázares (en 1979), mientras que Leopoldo Sánchez y Alberto García eran los jefes de piso. Los episodios se grabaron en los foros 8 y 5, de los estudios de Televisa San Ángel, aunque hubo algunas excepciones donde los capítulos se filmaron en exteriores, tal como aquel especial donde la vecindad visitan y vacacionan en Acapulco. Algunas fuentes mencionan que este capítulo fue el único en donde apareció el reparto completo. El vestuario de los personajes provenía de la compañía Casa Tostado, ubicada en la Ciudad de México, misma que está especializada en el alquiler de disfraces.
Un aspecto característico de la mayoría de los capítulos radica en las risas grabadas que se escuchan cuando alguno de los personajes comenta algo gracioso u ocurre una situación delirante en la historia. Villagrán comentó al respecto: «Los gringos [estadounidenses] hicieron un estudio que demostraba que al escuchar risas reales grabadas, se lograba risas en el televidente. Entonces nosotros lo utilizamos [...] la gente estaba acostumbrada a eso». Varias escenas eran realizadas de manera sincronizada; por ejemplo, para grabar las bofetadas de Doña Florinda a Don Ramón, la cámara asumía un rol importante en la toma, pues hacía creíble tal interacción entre los personajes. Por ejemplo, para el sonido de una bofetada, se recurría a una palmada. Este tipo de efectos de audio eran realizados bajo la supervisión de Carlos Inzunza, Javier Torres y José Guzmán en los episodios de 1976. Por otra parte, las labores de edición se realizaban en el centro de postproducción de Televisa, por parte de Manuel Hong y Martín Santillana, y los efectos especiales eran producidos por Raúl Gutiérrez, Víctor G. Ávila y René Tirado en las primeras temporadas, emitidas en los años 1970.
La canción usada en la secuencia de apertura de El Chavo del Ocho es «The Elephant Never Forgets», compuesta por el francés Jean-Jacques Perrey en 1970. A su vez, esta melodía se halla basada en la «Marcha Turca» de Ludwig van Beethoven. Si bien la secuencia tuvo algunas variantes a lo largo de la historia del programa, generalmente se conforma de breves escenas en las que se presenta a cada personaje y una voz en off que menciona tanto al actor como al personaje. Una variante notable es aquella que apareció en las emisiones de 1979, la cual consiste de una animación en stop motion de los personajes modelados en plastilina. En la secuencia de apertura de los años 1980, Gabriel Fernández, esposo de De las Nieves, fungió como el narrador que presenta al reparto estelar. Previamente, Jorge Gutiérrez Zamora era el encargado de la presentación. En cuanto a la secuencia de cierre, solamente aparecen los créditos del equipo de producción responsable de un determinado episodio, con la última escena del mismo o una imagen fija relacionada, junto con el mismo tema musical usado en la apertura.
En un primer momento, la musicalización de El Chavo del Ocho fue efectuada por Ángel Álvarez, Luis A. Diazayas, René Tirado y luego por Alejandro García. En algunos episodios se usaron melodías para marcar cierto énfasis en algunas escenas. Entre estas se encuentra «The Second Star to the Right», compuesta originalmente para la película animada Peter Pan. En 1977, Polydor Records, subsidiaria de Universal Music, distribuyó el disco LP Así cantamos y vacilamos en la vecindad del Chavo, con canciones que se incorporaron en algunos episodios del programa. El disco contiene 10 temas en total, con una duración de poco más de media hora. Entre ellos se encuentra la canción «La vecindad del Chavo» (también conocida como «Qué bonita vecindad»), que pasó a convertirse en uno de los temas musicales con los que sería asociada la serie, después de la melodía usada en la secuencia de apertura. Tres años después, en 1980, se publicó otra serie de 3 discos denominada Síganme los buenos a la vecindad del Chavo, igualmente en formato LP con canciones tanto de El Chapulín Colorado como de El Chavo. En 1981 salió a la venta el LP El Chavo canta Eso, eso, eso...!, con 10 canciones en total, distribuido por PolyGram. Más de una década después, en 1992, se comercializó el primer CD con la música del programa, al que le siguieron Así cantamos y vacilamos en la vecindad del Chavo (2000) y Así cantamos y vacilamos en la vecindad del Chavo volumen 2 (2007), en el mismo formato.
Cabe añadirse que varias de estas canciones poseen letras que se refieren a un tema en específico, acorde al capítulo para el cual se destinaron. Por ejemplo, el tema «Gracias Cri-Cri» está dedicado a Francisco Gabilondo Soler, cantautor mexicano conocido por el apodo de cri-cri, catalogado como «el más importante creador de música infantil en México», o la canción «Eso, eso, eso» que, además de guardar relación con una frase reiterada por el Chavo en el programa, habla del amor y la alegría. De manera similar, «Óyelo, escúchalo» posee un mensaje religioso al hacer mención de Jesucristo con motivo de la Natividad.

## Distribución

### Emisión a nivel mundial
El primer país en el que se transmitió El Chavo fuera de México fue Guatemala. Posteriormente, llegó a Puerto Rico, República Dominicana y Ecuador; inclusive, se distribuyó en otros continentes al emitirse en China, Marruecos, India, Italia, Rusia (en ese entonces la URSS) y Angola. Para Gómez Bolaños, la popularidad de la serie a nivel internacional se debió al éxito previo de El Chapulín Colorado. En total, se dobló en 50 idiomas diferentes. Hasta 2011 se tiene noción de que aún era transmitida en 20 países. Por citar algunos, en Chile se transmitió por primera vez el 21 de marzo de 1977 en TVN hasta 1986, para luego ser transmitida por Megavisión. En Brasil, donde se denomina Chaves, la cadena SBT posee los derechos de transmisión desde 1986, y transmite anualmente al menos la mitad de los capítulos producidos.El único país iberoamericano donde no se transmitió el programa, con excepción de unos cuantos días, fue Cuba.

### Suspensión
El 1 de agosto de 2020, todas las emisoras que emitían El Chavo y otros programas de Chespirito en varios países tuvieron que suspender la emisión de la serie en sus servicios debido a los conflictos entre Televisa y el Grupo Chespirito, que es propietario de los personajes y los guiones de los episodios.

### Regreso a la pantalla chica
En septiembre de 2024, Florinda Meza confirmó el regreso de los programas de Roberto Gómez Bolaños a la televisión mundial. Desde el 23 de septiembre, está disponible en UniMás, Univision y en el servicio de streaming ViX.

## Mercadotecnia
El Chavo ha pasado a posicionarse como una de las marcas que le ha permitido a Televisa ampliar su oferta como compañía de medios a otros países, más allá de México. La estrategia de mercadotecnia del programa radica en sus retransmisiones y en el precio que conlleva el uso de los derechos de los personajes.
En 2011, Televisa reconoció a El Chavo del 8 como una de sus marcas comerciales más exitosas. Otras compañías que han obtenido la licencia de la marca, además de las ya mencionadas anteriormente, son Grupo Bimbo, American Greetings, Barcel y Mabesa. Federico de la Garza, director general de la Motion Pictures Asociation en México, mencionó que los productos derivados de El Chavo son de los más comercializados ilegalmente en toda América.

### Animación
Más de una década después, en octubre de 2006, Televisa estrenó El Chavo animado, una serie animada producida en asociación con Ánima Estudios. Sus primeros capítulos están basados en la serie original de los años 1970, y aborda primordialmente elementos fantásticos a diferencia de la original. El estreno de esta serie permitió el lanzamiento de nuevos productos basados en sus personajes.
En 2008, comenzó a transmitirse en Estados Unidos, convirtiéndose en uno de los programas «más populares de la televisión en español por cable».

### Artículos varios
Tuvo una línea de juguetes distribuidos en 2008 por la cadena de restaurantes McDonald's, una serie de cereales de Kellogg, mochilas, tortas de jamón, juguetes y animaciones en formato DVD, zapatos (que son exportados de México a Colombia y a Estados Unidos), una máquina de bingo para casinos, un curso de inglés para dispositivos móviles, entre otros.[¿cuál?]

### Entretenimiento en vivo
En diciembre de 2010, se presentó el musical El Chavo animado - Show en vivo en el teatro Metropólitan, en la Ciudad de México. La trama consiste en una historia inédita en la que los habitantes de la vecindad intentan evitar que el señor Barriga le venda la vecindad al empresario Rufino Malacara. El aspecto visual del musical está basado en la serie animada, y consta de 10 temas musicales, varios de los cuales los compuso Gómez Bolaños. El director, Daniel Chávez Marín, comentó sobre la producción: «Después de que la serie animada tiene tanto éxito en el mercado, se plantea la posibilidad de que exista un show animado en vivo basado en la caricatura. Hacerla con la serie original resultaba imposible porque necesitabas a los actores originales». Cabe señalarse que tanto en la serie animada como en el musical resulta notoria la ausencia de la Chilindrina. En abril de 2012, El Chavo animado en vivo emprendió una gira por Estados Unidos.
Entre junio y septiembre de 2012, se estableció un parque temático en Venezuela, inspirado en el capítulo de «La fiesta de la buena vecindad», y consistente en un recorrido por parte de actores personificados como los personajes de El Chavo del 8.

### Libros
En 1974, una historieta de El Chavo empezó a comercializarse tanto en México como en varios países de Hispanoamérica.
En 1995, salió a la venta el libro El diario del Chavo del ocho, redactado por Gómez Bolaños y publicado por la editorial Santillana, tanto en español como en inglés. La obra contiene la biografía del Chavo narrada en primera persona, e incluye las vivencias de los demás personajes de la vecindad. Un mes después de su debut, se vendieron 8 000 ejemplares, esto en su primera tirada.

### Restaurante

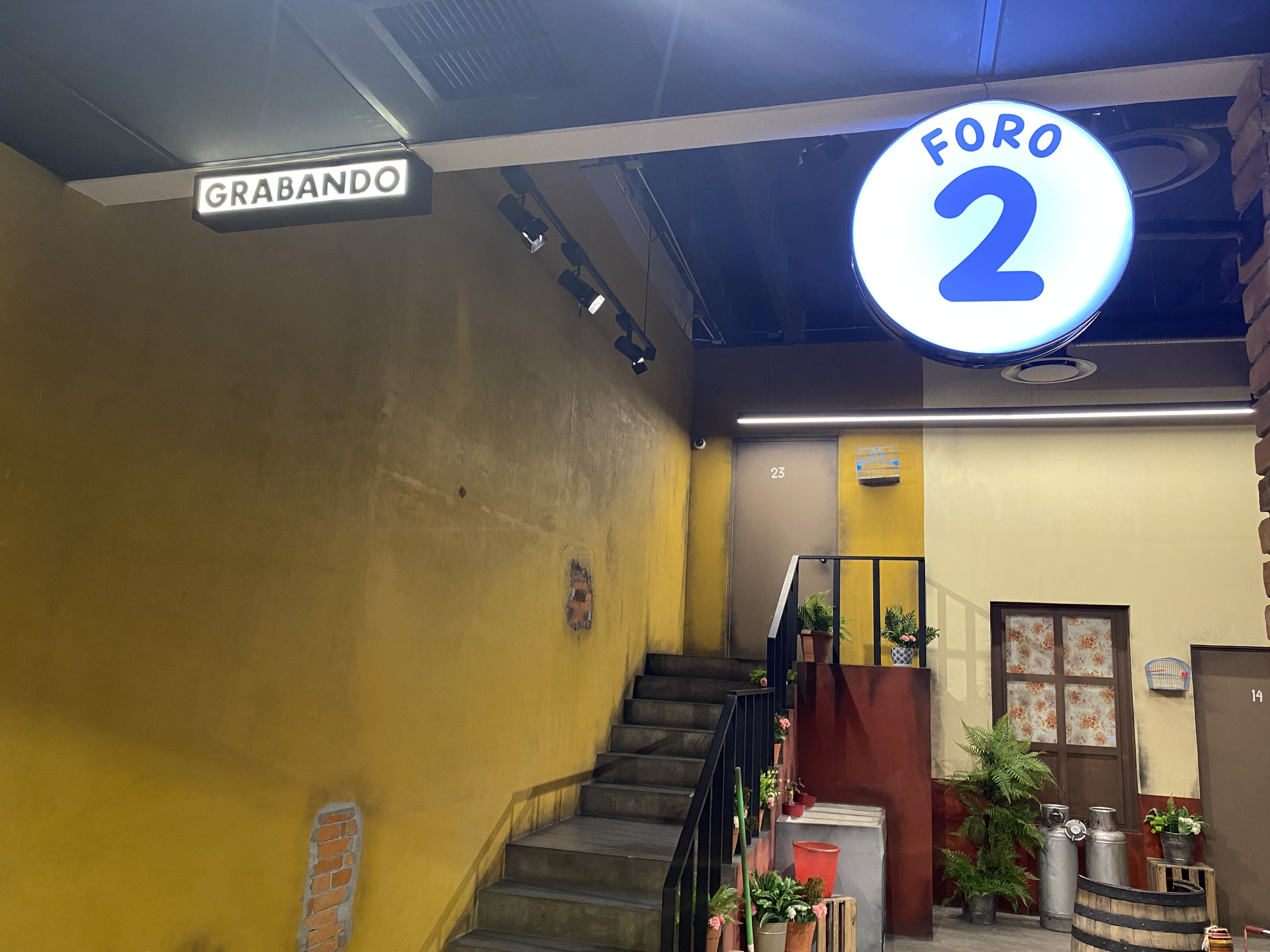
Interior del restaurante recreando la vecindad.

Siendo el primer restaurante con temática de El Chavo del 8, en 2019 comenzó sus funciones el establecimiento de comida Chanfle y Recontrachanfle, ubicado dentro de la Plaza Satélite en el Estado de México.

### Remasterizaciones
En cuanto a la distribución de la serie original en formato de video, en México apareció la colección de discos VHS Lo mejor de El Chavo del Ocho en diciembre de 2002. Igualmente, la edición DVD estuvo disponible en diciembre de 2001 para su renta, y en abril de 2004 para su venta. Está conformada de seis volúmenes comercializados por separado, cada uno con cinco capítulos. En el momento de su lanzamiento se posicionó como uno de los estrenos en DVD más exitosos en Colombia, y en Estados Unidos, donde se vendieron más de 600 000 copias.

### Videojuegos
A comienzos de 2012, se distribuyó un juego titulado de forma homónima para la consola Wii, desarrollado por el estudio mexicano Kaxan Games y publicado por Slang. Este cuenta tanto con un modo individual como uno cooperativo con capacidad para 4 jugadores simultáneos, y consiste en minijuegos que rinden homenaje a juegos clásicos mexicanos, como tiro de dardos, batallas de globos, entre otros. Cabe añadirse que su diseño está basado en la serie animada. Ese mismo año, Televisa estrenó una aplicación para Facebook titulada La vecindad del Chavo, consistente en un juego en donde los usuarios deben encargarse del mantenimiento de su propio departamento, convivir con los demás personajes y llevar a cabo una serie de tareas asignadas por el mismo sistema de juego. A un mes de su lanzamiento, registró más de un millón de usuarios participantes. En mayo de 2012 estuvo disponible para su descarga Una feria en la vecindad, una aplicación para productos de la empresa Apple (iPhone, iPod y iPad), y el 22 de febrero de 2014 se inició la distribución del videojuego El Chavo Kart, para las consolas Xbox 360 y PlayStation 3, producido por Televisa y desarrollado por Slang, cuyo sistema de juego es reminiscente al del videojuego Mario Kart, de la empresa nipona Nintendo.

## Recepción

### Crítica
El Chavo se convirtió rápidamente en el programa más exitoso del canal 8, siendo uno de los pocos que superó en cuota de pantalla a los del canal 2 en su época, si bien en un inicio el programa «era considerado vulgar», a pesar de contar con «una buena estructura dramática». Aguirre mencionó que se lo calificó como «una basura, [con contenido] bobo, insulso». En Colombia, el gobierno buscó prohibir su difusión al considerarlo como un «programa enajenante», mientras que en Brasil algunos ejecutivos de la cadena SBT lo calificaron como «no recomendable» para su difusión.
Si bien Gómez Bolaños declaró que no está dirigido para el público infantil, existen estudios que demuestran que los niños procuran sintonizar programas televisivos «que les permita relajarse por medio de risas», siendo El Chavo del Ocho uno de estos ejemplos. Para Valerio Fuenzalida Fernández, de la Pontificia Universidad Católica de Chile, «muchos adultos creen que los programas de humor son inútiles e irrelevantes para los niños, y prefieren pensar en programas educativos», lo cual calificó como un prejuicio erróneo.
Uno de los temas por los que se ha criticado a la serie es la violencia. En una encuesta llevada a cabo en Ecuador, en 2008, a más de 1400 padres de familia y niños, se concluyó que los golpes que les da Don Ramón a los niños de la vecindad, así como las bofetadas de Doña Florinda a este, representan una mala influencia para la audiencia infantil. Patricia Ávila Muñoz, en la revista española Sphera Pública, determinó que si bien hace uso de humor blanco, la trama se aparta del aspecto familiar al «mostrar personajes aislados, y adultos que con frecuencia son burlados por los niños». Además, añadió que los diálogos son «flojos y sosos». La comparó con Los Simpson, al «presentar uno de los posibles reflejos de la sociedad [... pero] minimiza los problemas sociales». El escritor mexicano Fernando Buen Abad consideró, por otra parte, que su contenido constituye una vía de «terrorismo mediático», al enfocarse en el concepto del entretenimiento que brinda a la audiencia la orfandad de un menor de edad, y la violencia a la que se expone en la vecindad. Sumado a lo anterior, otros autores han incluido a la discriminación, y a las agresiones contra los estereotipos físicos de algunos de los personajes, como objeto de crítica. En este sentido, el señor Barriga siempre es golpeado por el Chavo. Además, su obesidad le lleva a ser víctima constante de mofas por los otros personajes. A su vez, la Popis, cuya característica más predominante es su voz gangosa, en algún instante produjo la inconformidad de un padre de familia que, en una de las giras realizadas por el reparto a otros países, expresó que su manera de hablar era una especie de burla hacia otros niños con este mismo problema.
A pesar de las anteriores críticas, existen medios que elogian el contenido del programa. Para el chileno Paulo Ramírez, editor del diario El Mercurio: «El Chavo es uno de esos personajes y de esas series imperecederas»; en su análisis, hizo hincapié en que, a pesar de que es una serie mexicana, contiene «situaciones que son universales», y reconoció que su éxito se debía a que cualquier televidente podía identificarse «con una gracia realmente impresionante» con los personajes y con los temas abordados, primordialmente algunos valores como la amistad o la traición. En 2010, el presidente de Ecuador, Rafael Correa, expresó que El Chavo es «el mejor programa de la televisión» y elogió el guion, los personajes y las actuaciones, en especial la de Villagrán como Quico. Cabe señalarse que debido a su forma de humor, se lo considera como un programa precursor del doble sentido en Hispanoamérica.
La escritora brasileña Ruth Rocha destacó, al igual que Ramírez, la temática universal abordada desde una perspectiva «sumamente infantil». Igualmente señaló que una de las razones de su éxito radica en que «lo que vemos son niños, caricaturizados, pero niños verdaderos en su manera de reaccionar, de relacionarse y de expresarse [...] podemos ver no a un niño mexicano, sino a un niño simplemente que podría hasta ser brasileño, argentino, o chino, lo que vemos es a un niño que nos recuerda que una vez lo fuimos». De una manera similar, Joaquín Bode apuntó, en su reseña publicada en el sitio web Veintemundos.com, que el programa había resultado popular en la audiencia de varios países debido a que «refleja muy bien la forma de ser y de vivir de los latinos, es decir nuestra cultura. El idioma, el aporte lingüístico y el humor; pero también sus inolvidables y queridos personajes, dónde estos vivían, e incluso aspectos morales y religiosos son parte de una identidad común [...] es un fiel reflejo de la realidad social latinoamericana: gente de condición social baja, desempleada, padres solteros, que pese a todos los problemas y carencias, logran salir adelante con esperanza, buen humor, lealtad y amistad».
Brendan Koerner, de la revista en línea estadounidense Slate, comparó el estilo de la serie, ambientado prácticamente en un único escenario (la vecindad), con el del musical You're a Good Man, Charlie Brown (1967). Asimismo, Koerner comentó que la población hispana en Estados Unidos ve El Chavo del 8 principalmente por la «nostalgia» que conlleva mirar producciones mexicanas en un país diferente al suyo. Apuntó en su reportaje que el programa sigue siendo exitoso debido a que es transmitido de generación en generación. Similar a su opinión, Carolina Sanín, de la revista electrónica Revista Arcadia, mencionó que gracias a «la estructura y la estética de la comedia, y sus yuxtaposiciones», el programa se había convertido en uno de los más memorables para ella. Así, reflexionó sobre la posibilidad de que su contenido constituyera una metáfora sobre la educación y la inexistente «interioridad del niño».

### Premios y distinciones
En 1974 se lo galardonó, junto con El Chapulín Colorado, con el Heraldo de México por parte del periódico del mismo nombre, como «el mejor programa cómico de la televisión mexicana». En 2004, la asociación mexicana A Favor de lo Mejor le otorgó el premio Qualitas como «mejor programa de entretenimiento en la televisión mexicana», y en 2011 Televisa reconoció a la franquicia como una de las «marcas más productivas de la empresa» en ese año. En la ceremonia de entrega del respectivo galardón, Roberto Gómez Fernández subrayó: «La prueba del tiempo ya la pasó, es sin duda, una obra atemporal que podrá seguir por mucho tiempo». En cuanto a distinciones, la revista chilena Qué Pasa calificó a El Chavo del 8 como uno de los «programas más destacados de la televisión chilena», y Google lo distinguió en 2016 con un «Botón de oro» por ser «el primer show de televisión mexicano en obtener un millón de suscriptores» en Youtube.

### Cuotas de pantalla
Las retransmisiones del programa han sido vistas por más de 30 millones de espectadores en al menos 90 países. En varios países, ha logrado posicionarse como una de las series más vistas por la audiencia, aún tratándose de retransmisiones de sus capítulos. Por ejemplo, en Chile, era uno de los diez programas más sintonizados en 2004, con 26,5 puntos de audiencia, mientras que en Brasil, en 2006, alcanzó hasta 19 puntos de audiencia según informes del IBOPE, el registro más alto del que se tenía conocimiento en el horario en que se transmitía (a mediodía). Incluso superó la audiencia conseguida por programas de distinto género. Desde finales de los años 1980, tiene en promedio 13 puntos de cuota en Brasil, lo cual representa una audiencia de aproximadamente 700 mil espectadores. En este país se transmitió por primera vez en 1984, una vez que Silvio Santos adquirió sus derechos de transmisión. Tras su debut, se volvió un éxito instantáneo para SBT y superó a la audiencia de su rival Rede Globo.
Esto ocurre de forma similar en países como México (donde en sus comienzos llegó a 55 y 60 puntos), Perú, Ecuador, Argentina y Estados Unidos (donde pasó a ser el programa en español más visto por audiencias de entre 6 y 11 años de edad), entre otros.

### Legado

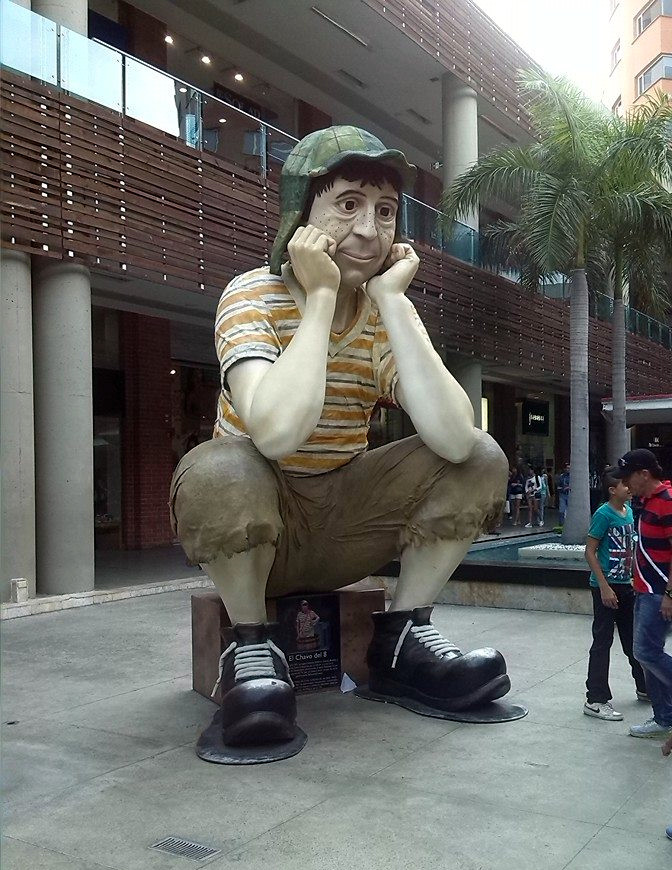
Escultura de El Chavo ubicada en un centro comercial en Cali, Colombia.

La popularidad que llegó a generar la serie les permitió a varios de los actores llevar a cabo presentaciones con sus propios circos tanto a nivel nacional como internacional. Tal es el caso de los circos del profesor Jirafales entre los años 1970 y 2000, Quico en los años 1990, la Chilindrina en las décadas de 2000 y 2010, y el señor Barriga. A su vez, el creador de la serie ha pasado a ser un ícono del entretenimiento a partir del éxito de El Chapulin Colorado y El Chavo del 8.
Tras el término de la serie, Gómez Bolaños continuó como escritor y guionista de otras producciones, y contrajo matrimonio en 2004 con Meza, mientras que De las Nieves y Villagrán continuaron con sus interpretaciones de la Chilindrina y Quico, respectivamente, con los que se presentaron en otros países y grabaron discos. Ambos tuvieron problemas legales con Gómez Bolaños por la autoría de sus respectivos personajes, por lo que permanecieron distanciados de este y de sus otros compañeros del reparto. Vivar ha participado en la película El orfanato (2007) y en la telenovela Para volver a amar (2010). Respecto a su participación en El Chavo del 8, Vivar mencionó que le daba «nostalgia y cosas buenas [...] haber conocido tanta gente, viajado a tantos lugares»; acerca de la transmisión del programa, mencionó que «es un lujo que no cualquiera tiene la oportunidad de vivirlo».
El Chavo del Ocho se ha transmitido en las cadenas televisivas de varios países de Hispanoamérica y de Estados Unidos; hasta 2011, continuaba difundiéndose en al menos 20 países diferentes, entre ellos México. De acuerdo con la escritora Julia Burg, el éxito de la serie fue tal que aún «se pueden ver los episodios en varios canales de todo el mundo y los niños siguen creciendo con el Chavo», a pesar de la «sociedad cambiante, distinta a la de ese entonces donde actos como pegarle a los niños a manera de sanción» por sus malas conductas, en la época contemporánea no son vistas como apropiadas. Sus retransmisiones lo han llevado a ser uno de los programas más exitosos en la historia de la televisión, de acuerdo a la revista estadounidense Forbes. En Brasil, por ejemplo, en 2003 varias personas protestaron en las calles para pedirle a la televisora SBT que retomara la retransmisión de El Chavo en el canal. Sus peticiones consiguieron que los ejecutivos volvieran a incluirlo en su programación habitual.
Se lo catalogó como «el Mickey Mouse de la televisora mexicana», debido a su éxito a nivel internacional y a su adaptación a la exitosa serie animada de 2006, la primera producción de animación de Televisa. Asimismo incorporó varias frases o diálogos en el léxico popular, entre las que se incluyen: «fue sin querer queriendo», «bueno pero no te enojes», «es que no me tienes paciencia» o «se me chispoteó», todas ellas pronunciadas por el Chavo, «¡ya cállate, cállate, cállate, que me desesperas!» por Quico, «no te juntes con esta chusma», por Doña Florinda, o «tenía que ser el Chavo del 8», por el Señor Barriga. Las anteriores, junto con otras adicionales así como diálogos completos, se caracterizaron como señas de identidad de los mismos personajes en la mayoría de los episodios. Como ejemplo de diálogos repetitivos, se encuentran el saludo entre Doña Florinda y el profesor Jirafales, que siempre llegaba con un ramo de flores a obsequiarle a la primera, o las palabras de Doña Florinda cada vez que le daba una bofetada a Don Ramón.
Por otra parte, se han realizado homenajes en otros programas en conmemoración de El Chavo, tales como en las producciones mexicanas Código F.A.M.A y Big Brother, o la chilena Teletón 2007, donde se realizó un sketch en donde participó De las Nieves. Ha servido además como inspiración para otros programas como Vila Maluca, transmitido en Brasil. En cuanto a la popularidad de los personajes, en una encuesta realizada en Argentina en 2010, la Chilindrina se ubicó como el personaje femenino mexicano favorito de la audiencia, mientras que Don Ramón goza de un considerable seguimiento por la audiencia brasileña (donde es conocido como Seu Madruga), país en donde se han producido videojuegos y ropa con la imagen del personaje, además de servir de inspiración para el nombre de algunas bandas de rock. Mientras tanto, en El Salvador, el mismo personaje fungió como imagen de una campaña civil en 2010, la cual promovía que los salvadoreños no pagaran extorsiones a grupos de pandilleros con tal de garantizar su seguridad. A mediados de 2012, el personaje de Jaimito, el cartero fue reconocido con una estatua de bronce que se ubicó en el municipio mexicano de Tangamandapio, Michoacán, de donde provenía el personaje según El Chavo del 8. La indumentaria también ha sido usada por personalidades como los futbolistas Sebastián González, que en 2004 usó el gorro característico del Chavo para celebrar una anotación, y Lionel Messi, que se vistió de Quico en una fiesta de disfraces en 2012.
En 2012, con motivo del cuadragésimo aniversario de su debut, se realizó el homenaje América Celebra a Chespirito en el Auditorio Nacional de México, al cual asistieron casi 10 000 personas, entre ellas artistas como Juan Gabriel, Xavier López Chabelo y Thalía, y que se organizó por parte de 17 países, entre ellos México. Como parte de los festejos, se realizó una coreografía del tema «Qué bonita vecindad» en el Monumento a la Revolución. El programa se transmitió de manera simultánea en más de 9 países de Hispanoamérica; incluso, se llevaron a cabo otras coreografías en otros países, además de la realizada en México. De manera similar, Correos de México lanzó una serie de cinco estampillas impresas con las imágenes del Chavo y del Chapulín Colorado.